# Ferris (Texas)
Ferris ist eine Kleinstadt mit dem Status City im Bundesstaat Texas der Vereinigten Staaten.

## Lage
Der größte Teil der Stadt liegt im Ellis County, ein kleiner Teil des nördlichen Stadtgebietes liegt im Dallas County.
Ferris liegt im Dallas-Fort-Worth-Metroplex direkt am Interstate-Highway 45, rund 30 Kilometer südsüdöstlich des Stadtzentrums von Dallas und 25 Kilometer nordöstlich von Waxahachie. Benachbart liegende Städte sind Wilmer im Norden, Combine im Nordosten, Bristol im Südosten, Trumbull im Süden, Pecan Hill im Südwesten, Red Oak im Westen und Lancaster im Nordwesten.
Durch das Stadtgebiet von Ferris führen die Farm-to-Market-Roads 660 nach Ennis, 664 nach Red Oak und 983 nach Waxahachie.

## Geschichte
Die Siedlung Ferris entstand ab 1874 während des Baus der Bahnstrecke der Houston and Texas Central Railway. Der Ort wurde nach Justus W. Ferris, einem Anwalt aus Waxahachie, benannt. Das Land, auf dem die Stadt heute liegt, wurde von dem Großgrundbesitzer McKnight für den Bau der Strecke und einer Siedlung zur Verfügung gestellt. Noch im Jahr der Gründung entstanden in Ferris eine Poststelle und ein Gemischtwarenladen. 1884 hatte die Stadt etwa 300 Einwohner, eine Schrotmühle, mehrere Baumwollsamenölmühlen, vier Kirchen und eine Schule. Am 30. September 1892 wurde Ferris nach einem Ratsbeschluss inkorporiert.
1904 hatte 901 Einwohner, zur Volkszählung 1910 waren es bereits 1233 Einwohner. Wenig später gründete sich in der Stadt die Ferris Brick Company, die aufgrund der in der Region um Ferris vorhandenen Tonminerale im Boden den Grundstein für eine Änderung des Hauptwirtschaftszweiges in der Stadt sorgte. 1914 waren in Ferris sechs Ziegeleien in Betrieb. Bis 1920 stieg die Einwohnerzahl noch weiter auf 1586 Menschen an. Als Folge der Great Depression Ende der 1920er-Jahre gingen auch in Ferris viele Unternehmen pleite und viele Einwohner verließen die Stadt. Nach dem Ende des Zweiten Weltkriegs ging es wirtschaftlich wieder bergauf, kurz nach dem Krieg gab es in Ferris wieder vier Ziegeleien. Aufgrund dessen war Ferris auch als „Brick Capital of the Nation“ und als „City that Bricked the World“ bekannt. Regelmäßig findet in der Stadt gegen Ende April das Ferris Annual Brick Festival statt.
1950 hatte Ferris 1735 und 1960 1807 Einwohner. Die Erweiterung des Dallas-Fort-Worth-Metroplex und der Bau des Interstate-Highways 45 in den 1960er-Jahren führten zu einem weiteren Bevölkerungsanstieg in Ferris, sodass die Stadt in den 1960er-Jahren erstmals die 2000-Einwohner-Marke überschritt. Seit den 1980er-Jahren ging die Zahl der Betriebe in Ferris zurück, inzwischen entwickelt sich die Stadt zu einer Pendlergemeinde.

## Demografie
Bei der bisher letzten Volkszählung im Jahr 2010 hatte Ferris 2436 Einwohner, für 2018 wurde die Einwohnerzahl auf 2612 geschätzt.
Im Jahr 2018 hatte Ferris 2612 Einwohner, dies entspricht einem Bevölkerungszuwachs von 176 Einwohnern bzw. 7,2 Prozent im Vergleich zur Volkszählung 2010. Es gab 815 Haushalte und 611 Familien in der Stadt. Von den Einwohnern waren 72,9 Prozent Weiße, 12,8 Prozent Afroamerikaner und 0,2 Prozent Asiaten. 4,6 Prozent waren anderer Abstammung und 9,5 Prozent gaben mehrere Abstammungen an. 43,0 Prozent der Einwohner der von Palmer waren hispanischer Abstammung. 47,7 Prozent der Einwohner waren männlich und 52,3 Prozent weiblich.
45,6 Prozent der Haushalte hatten Kinder unter 18 Jahren, die bei ihnen lebten, und in 35,2 Prozent der Haushalte lebten Personen über 60 Jahren. Altersmäßig verteilten sich die Einwohner von Ferris auf 35,4 Prozent Minderjährige, 6,2 Prozent zwischen 18 und 24, 28,4 Prozent zwischen 25 und 44, 18,9 Prozent zwischen 45 und 64 und 11,1 Prozent der Einwohner waren älter als 65 Jahre. Das Medianalter lag bei 29,3 Jahren. 2018 lag das Medianeinkommen in Ferris pro Haushalt bei 58.477 US-Dollar und pro Familie bei 60.208 US-Dollar. 12,7 Prozent der Einwohner lebten unterhalb der Armutsgrenze.

## Bildung

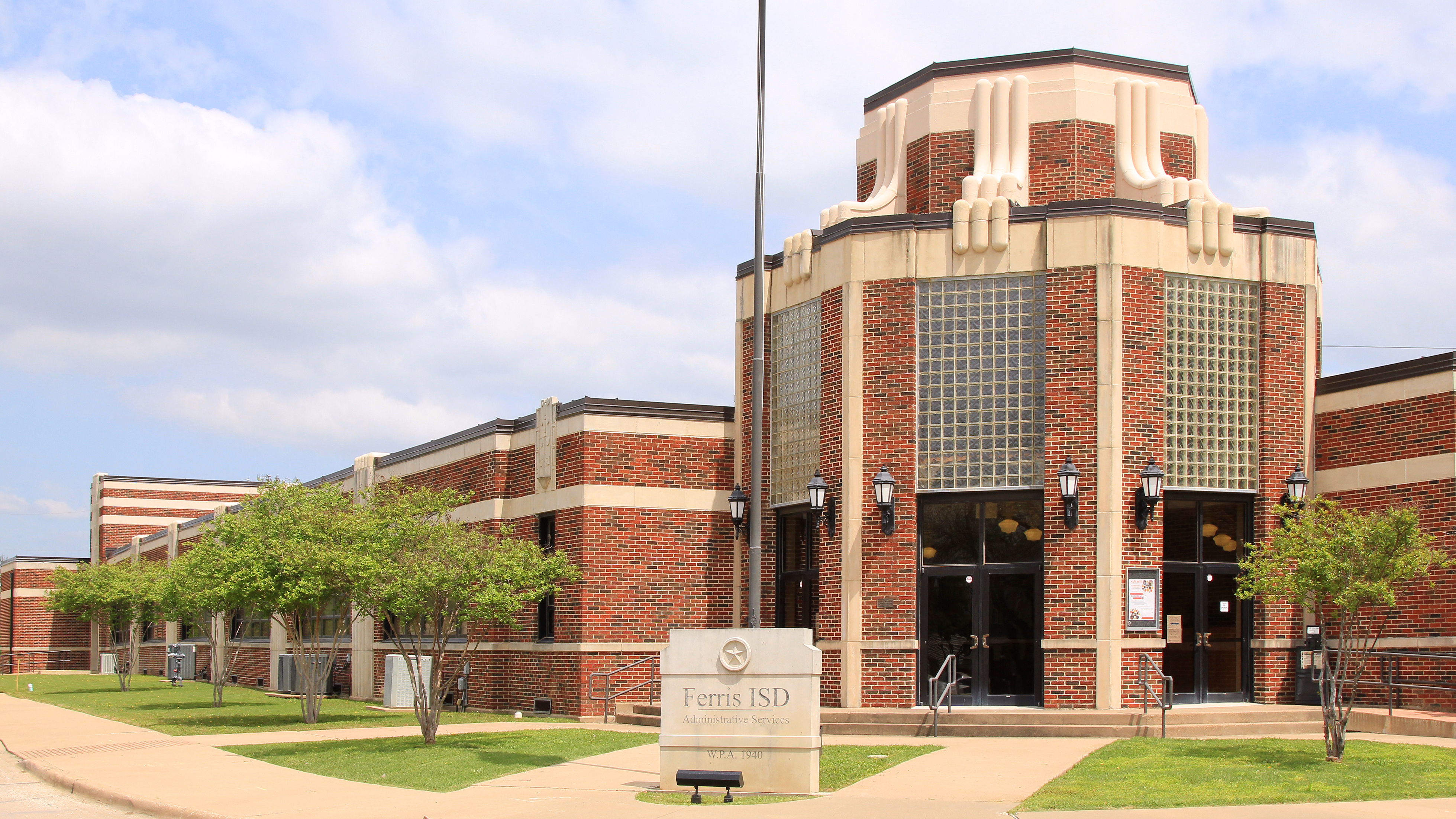
Verwaltungsgebäude des Ferris Independent School Districts

Ferris ist Sitz des Ferris Independent School District. Zu diesem gehören je eine Vorschule, eine Grundschule, eine Intermediate School, eine Mittelschule und eine Highschool. Im Schuljahr 2018/19 wurden in dem Schulbezirk 2706 Schüler unterrichtet. In einigen Teilen des Dallas County, die nicht zum Stadtgebiet jedoch postalisch zu Ferris gehören, besuchen die Kinder bis zu dessen Auflösung im Jahr 2006 Schulen des Wilmer-Hutchins Independent School District, der seitdem zum Dallas Independent School District gehört.

## Persönlichkeiten
- Robert Ernest House (1875–1930), Mediziner, lebte in Ferris